# Wiktar Rachmańko
Wiktar Ryhorawicz Rachmańko (biał. Віктар Рыгоравіч Рахманько, ros. Рахманько Виктор Григорьевич, Rachmańko Wiktor Grigorjewicz; ur. 24 września 1953 w Nowogródku) – białoruski polityk, w latach 1997−2000 i 2000−2003 członek Rady Republiki Zgromadzenia Narodowego Republiki Białorusi I i II kadencji, w latach 1998−2000 szef Kolei Białoruskich.

## Życiorys
Ukończył studia w Białoruskim Instytucie Inżynierów Transportu Kolejowego. Po odbyciu służby wojskowej pracował jako pomocnik maszynisty ciepłowozu w mińskim depo, dyżurny, główny inżynier i naczelnik stacji w Baranowiczach. Po uzyskaniu przez Białoruś niepodległości w 1991 wszedł w skład Baranowickiej Miejskiej Rady Deputowanych. W 1994 otrzymał nominację na dyrektora oddziału baranowickiego Białoruskich Kolei (Беларускaя чыгункa, БЧ).
13 stycznia 1997 roku został członkiem nowo utworzonej Rady Republiki Zgromadzenia Narodowego Republiki Białorusi I kadencji. Pełnił w niej funkcję członka Stałej Komisji ds. Międzynarodowych i Bezpieczeństwa Narodowego. W 2000 roku przestał być członkiem Rady, lecz już w listopadzie tego samego roku został nim ponownie. 19 grudnia 2000 roku został członkiem Rady Republiki II kadencji. W związku z wyrokiem skazującym, 2 października 2003 roku podjęto decyzję o przedterminowym wygaszeniu członkostwa Rachmańki w Radzie Republiki z dniem 22 sierpnia tego samego roku.
Wiktar Rachmańko od 10 listopada 1998 do 22 listopada 2001 roku pełnił funkcję szefa Kolei Białoruskich.
21 listopada 2001 przeciwko Rachmańce zostało wszczęte postępowanie karne, a w grudniu tego roku przedstawiono mu zarzuty przekroczenia uprawnień służbowych oraz kradzieży mienia publicznego – syn Rachmańki Jury miał przez dwa lata mieszkać w hotelu Ekspres przy pl. Przydworcowym w Mińsku na koszt kolei, a straty przedsiębiorstwa z tego tytułu wyniosły 14 tys. dolarów. Kolejnym zarzutem było wybudowanie przez kołchoz "Шлях Леніна" w rejonie baranowickim drogi asfaltowej do domu letniskowego Rachmańki kosztem 8,5 tys. dolarów.